# Lovro Radonjić
Lovro Radonjić, né le 26 novembre 1925 à Korčula, alors dans le royaume des Serbes, Croates et Slovènes et mort le 31 juillet 1990, est un joueur de water-polo yougoslave qui remporte avec sa sélection deux médailles d'argent aux Jeux olympiques, lors des éditions de 1952 à Helsinki et 1956 à Melbourne.